# Samojedi
Samojedi je skupno ime za niz manjih plemena nastanjenih u sibirskom području istočno i sjeveroistočno od Urala, napose u bazenima Oba i Jeniseja i poluotoku Tajmir. Tradicionalno uzgajivači sobova i šamanisti. Dijelom su još ostali nomadi.
Glavne skupine Samojeda, danas nazivani imenom Nenci su: 
- Nenci (Juraki, Jurak Samojedi)
- Enci (Jenisejski Samojedi)
- Tavgi ili Nganasani i Selkupi (Ostjački Samojedi)
- Matori ili Motori (s Karagasima ili Tofalarima,  Sojotima i Taigima)
- Kamasini s Kojbalima i Beljtiri.

Svih skupa 1989. bilo ih je 34.665.  
Pod tatarskim utjecajem neke grupe Samojeda su turcizirane, to su poglavito Samojedi sa Sajana.
Teritorij Samojeda prostire se od Bijelog do Laptevskog mora uz arktičku obalu europske Rusije, uključujući područja južne Novaje Zemlje, poluotoka Jamal, ušća Oba i Jeniseja i poluotok Tajmir.
Rasno Samojedi pripadaju mongoloidima, crne su kose, plosnatog nosa, tankih usana. Finski etnolog Matthias Alexander Castren (1813. – 1853.) drži ih za mješavinu ugarskog i mongolskog elementa. 

## Vanjske poveznice
- John Lotz, Kamassian Verse
- The Nenets